# Юнхегун
Юнхегун (кит.: 雍和宫) — ламаїстський храм і монастир, розташований майже у центрі китайської столиці Пекін. Належав імператорам з династії Цін. Назва перекладається як «Храм Миру і Гармонії».

## Історія
Зведення Юнхегуна як палацу розпочато 1694 року. Спочатку тут жили палацові євнухи. Незабаром подаровано сину імператора Кансі — Юнчжену. Названо за іменем центрального храму, який імператор Юнчжен, будучи спадкоємцем трону (цінь-ваном), іменував Юнцінь-ван-фу (Резиденція принца Юна). Ставши імператором у 1722 році, він перейменував палац в Юнхегун (Палац Мира і гармонії). У 1725 році половина будівель була передана під ламаїстський монастир, а інша стала імператорським палацом. Після смерті Юнчжена тут було поміщено труну з його тілом.
У 1735 році син Юнчжена імператор Цяньлун в знак шанування покійного батька перебудував палацову частину у храм, прикрашений найкращими майстрами Китаю. Він отримав імператорський статус. З цих пір раз на рік імператори проводили тут церемонію поминання предків.
У 1744 році весь комплекс був переданий ламаїстському монастирю. Цяньлун, що приєднав до Китаю нові території — Тибет (1750—1751), Джунгарию (1755—1757) і Кашгар (1757—1759), де провідною релігією був ламаїзм, створюючи великий ламаїстський храм в столиці, переслідував політичні цілі: монастир ставав резиденцією Панчен-лами (другого, поряд з Далай-Ламою, співправителя Тибету).
У 1930-х роках його настоятель Кончхок Джунне відігравав посередницьку роль поміж урядом фактичного незалежного Тибету і китайським урядом Чан Кайши. У 1949 році після перемоги комуністів монастир і храм було зачинено. У 1950 та 1952 роках проведено ремонт. У 1961 році оголошено національною реліквією. У роки «культурної революції» (1966—1976) лише втручання прем'єр-міністра КНР Чжоу Еньлая врятувало монастир від руйнування. У 1979 році проведено відновлювальні роботи. 1981 році його знову було відкрито. У 1983 році урядом КНР відновлено статус національної пам'ятки.

## Опис
Розташовано майже у центрі Пекіна, навпроти храму Конфуція і будівлі імператорської академії. Є найбільшим ламаїстським монастирем у Пекіні, його площа 66400 м2. Являє собою комплекс великих і малих храмів, є пам'ятником китайської класичної архітектури з її конструктивними і композиційними особливостями, з символізмом імперського стилю, на відміну від ступоподібних пагод того часу, що нагадують декоративно-пластичні монументи, в яких переважають скульптурні форми і багаторазово повторювані орнаментальні мотиви. Водночас присутні мотиви тибетського мистецтва.
Монастир тягнеться на 480 м по осі «південь — північ». Іконографічна програма для скульпторів і художників була складена в традиції гелуг. Поряд з буддами і бодхісатвами спеціальні ритуальні зали були присвячені особливо шанованим в гелугі ідамам (тантричним божествам-покровителям) Ваджрабхайраві, Гухвясамаджі, Чакрасамварі. Специфікою його архітектурного оформлення є балкони і висячі коридори, що з'єднують різні храмові зали і святилища. У 1735 році бірюзова черепиця була замінена на жовту.
Головний вхід знаходиться з південної сторони, де розташовується арка Пайлоу (牌楼). За нею розпочинається 170-метрова алея, що отримала назву Шлях імператора (辇道 няньдао). Вона завершується Брамою безтурботного спокою (昭泰门 Чжаотаймень, інший варіант перекладу Брама Ясного Миру). Слідом за нею Зала Небесних Володарів (天王殿 Тяньвандянь) з двором. Перед храмом стоять курильниці, над якими піднімається ароматний дим. Крім того, в цьому дворі ще чотири будови: Дзвінична (зі сходу) і Барабанна (із заходу) вежі, Західний і Східний павільйони табличок, де викладена історія монастиря. Біля входу сидять два традиційних «сторожа» — бронзові Лев і Левиця.
Зала Небесних Володарів раніше слугувала входом до монастиря, і тому у неї існує інша назва — Врата Гармонії, або Врата Миру та Злагоди (雍和门 Юнхемень). У центрі зали встановлена статуя усміхненого будди Майтреї (弥勒 Міле). Вона оточена сандаловими пагодами з маленькими статуетками будд (символ довголіття). Уздовж західної та східної стін знаходяться по дві фігури Небесних Володарів — покровителів сторін світу, охоронців буддизму. Зі зворотного боку Зали знаходиться сандалова статуя бодхисатви Сканди (韋馱菩薩, Вейт-пуса), одного із захисників буддизму.
За Залою Небесних Володарів розташовано центральний двір монастиря. Тут е 4-метрова бронзова курильниця (铜香炉 тунсянлу), відлита в 1742 році; Павільйон імператорської стели (四体碑文亭 Ситі пайвень тін, дослівно Павільйон з чотирма епіграфами), в центрі якого імператором Цяньлуном в 1792 році були висічені «слова лами» (喇嘛说 лама-шо) маньчжурською, китайською, тибетською і монгольською мовами.
За Павільйоном імператорської стели, перед Залом Миру і Гармонії встановлено бронзову скульптуру епохи Мін — Гору Сюймі (须弥山 Сюймішань), що символізує буддійські «Три світи» (рай, земний світ, пекло). У Залі Миру і Гармонії (雍和宫 殿 Юнхегундянь), другому найважливішому храму монастиря, встановлені статуї будд Трьох часів: Діпанкара (Будда минулого), Шак'ямуні (Будда теперішнього), Майтрея (Будда майбутнього). Перед статуєю Шак'ямуні схилилися фігури двох його учнів — Ананди і Махакашьяпи. Уздовж стін стоять статуї 18 архатів.
Наступною є Зала вічного благословення (永佑殿 Юн'юдянь). Тут колись жив принц Юнчжен, а після смерті стояла труна з його тілом. Його тематика пов'язана з медициною і довголіттям. Тут встановлені сандалові статуї трьох будд (зліва направо): Сімхананда (Будда, що гарчить наче лев. Він проповідує буддизм і загрожує злим духам), Амітаюс (Будда довголіття) і Бхайшадж'ягуру (Будда медицини, покровитель медицини і ліків).
За Залою Вічного Благословення — Зала Колеса Закону (法轮殿 Фалуньдянь), яка прикрашена 5 позолоченими пагодами. Тут проводять служби, читають священні книги. У центрі зали знаходиться 6-метрова позолочена статуя Лами Цонкапи, засновника тибетської школи Гелуг-па.
Після Зали Колеса Закону розташовано Павільйон Десяти тисяч радостей (万福 阁 Ваньфуге), або Вежа Великого Будди. Тут знаходиться 26-метрова сандалова статуя Будди Майтреї, вона на 8 м вкопана в землю, а над землею височіє на 18 м. В часи імператора Цяньлуна ця статуя була висічена з величезного стовбура сандалового дерева, привезеного з півдня.

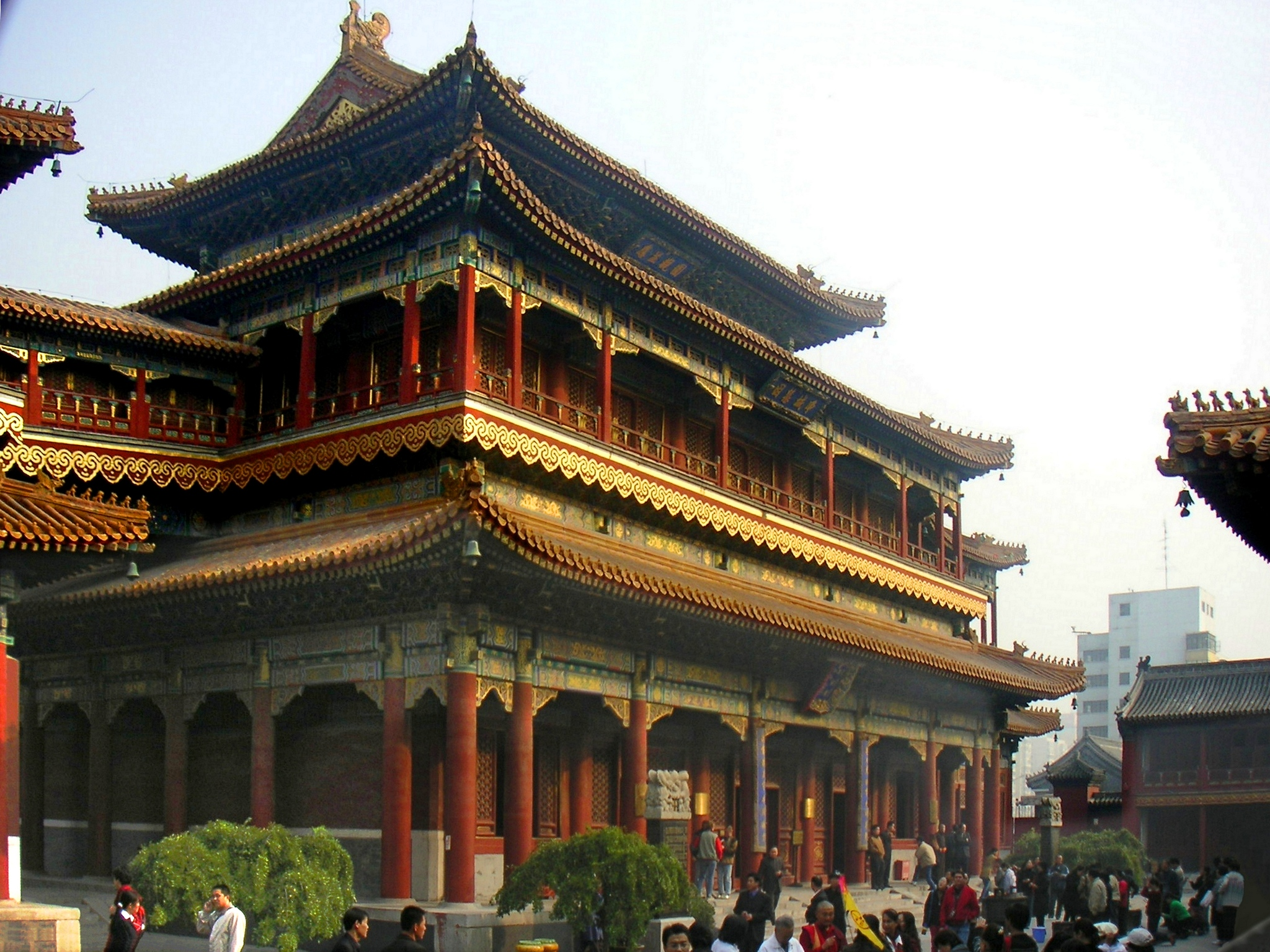
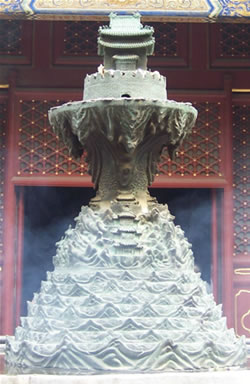
Гора Сюймі
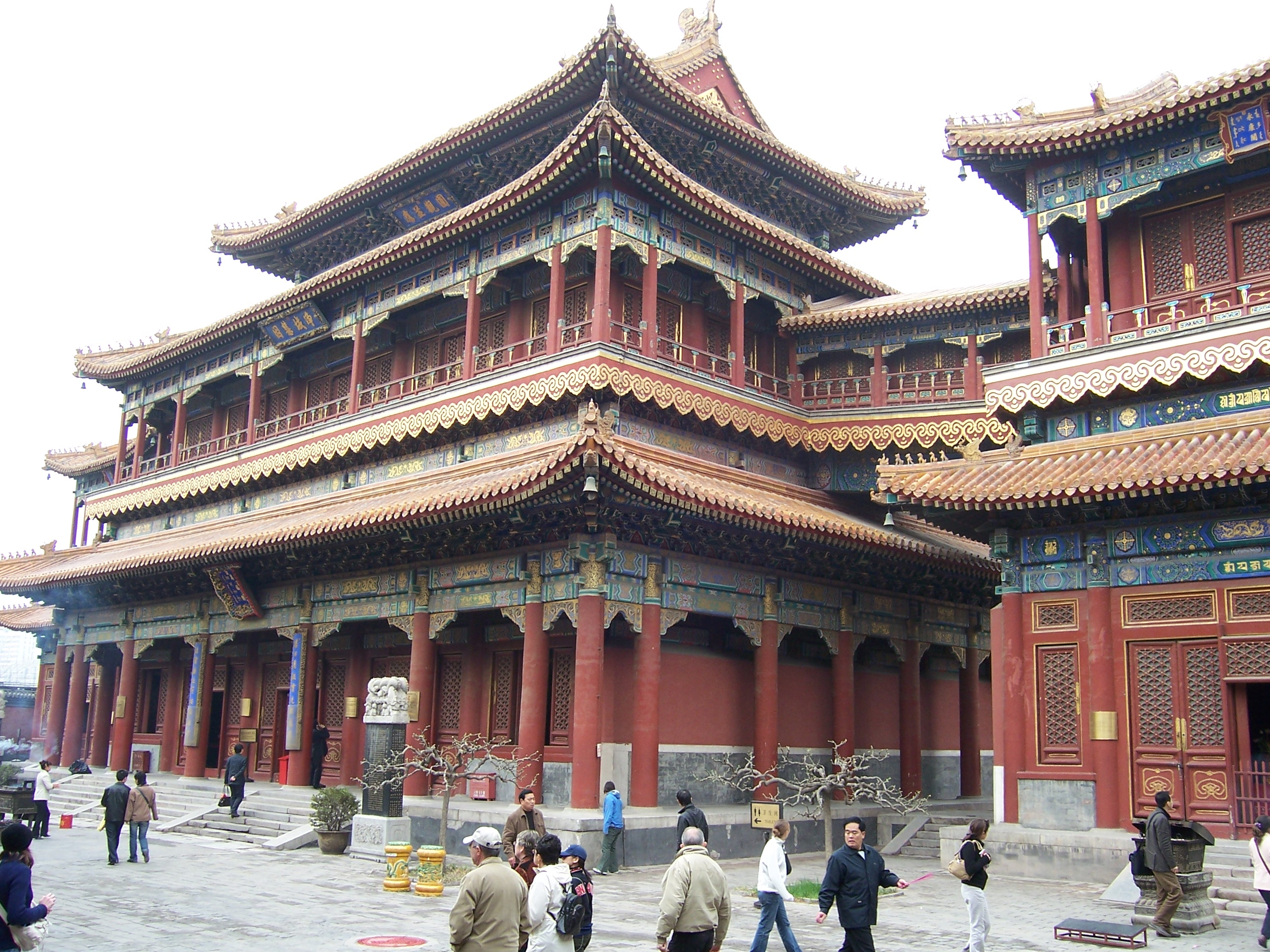
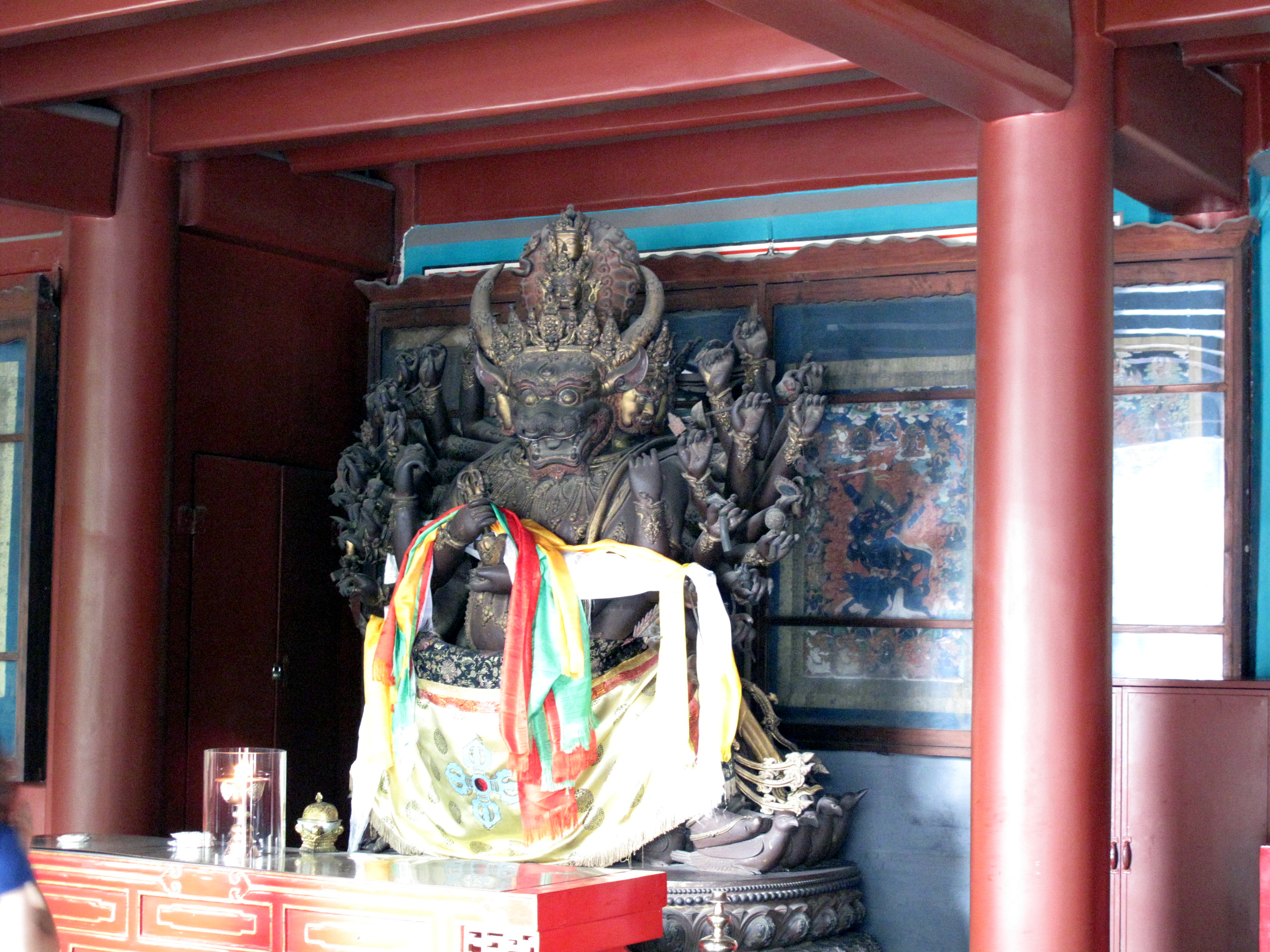
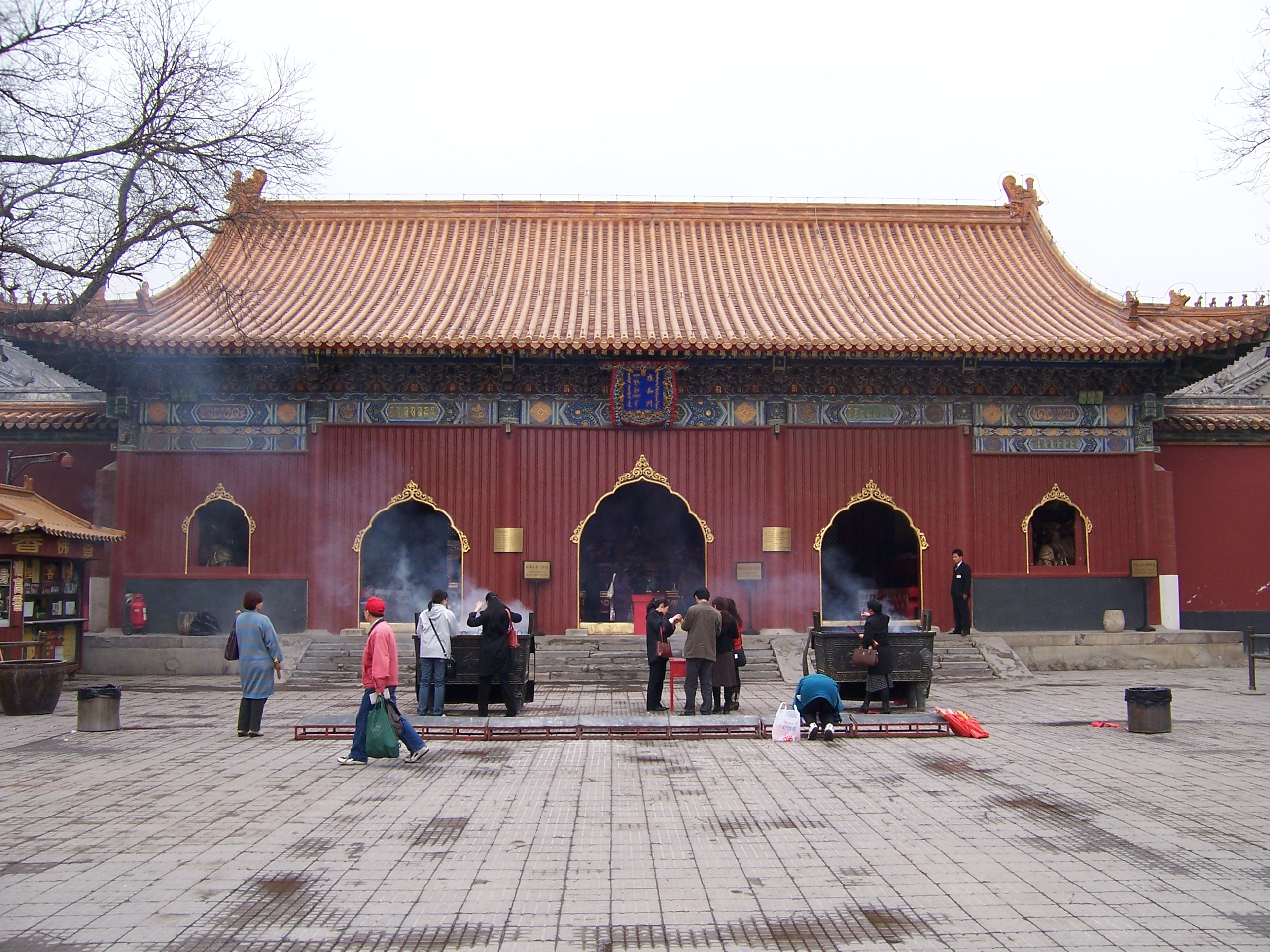
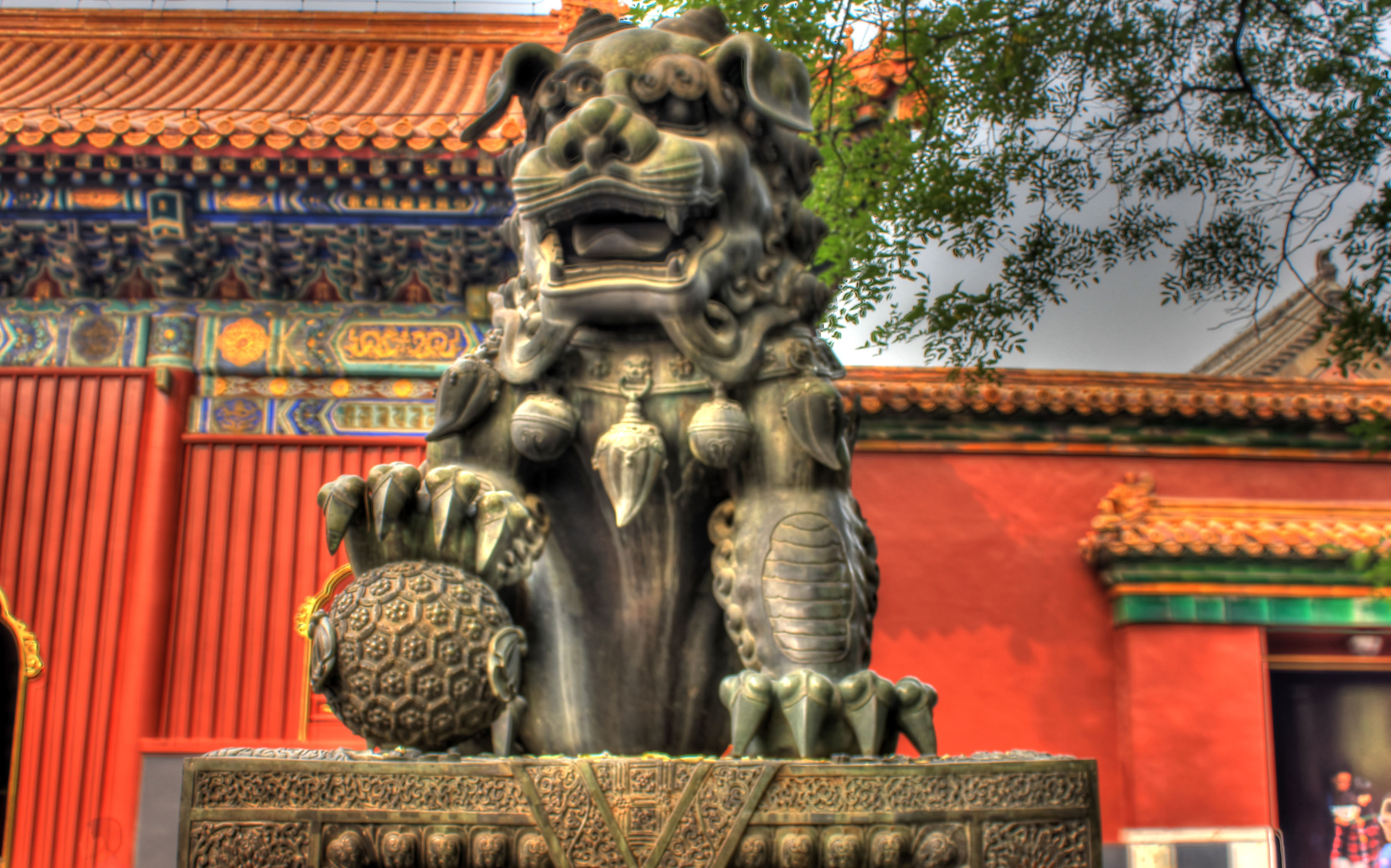
Статуя лева
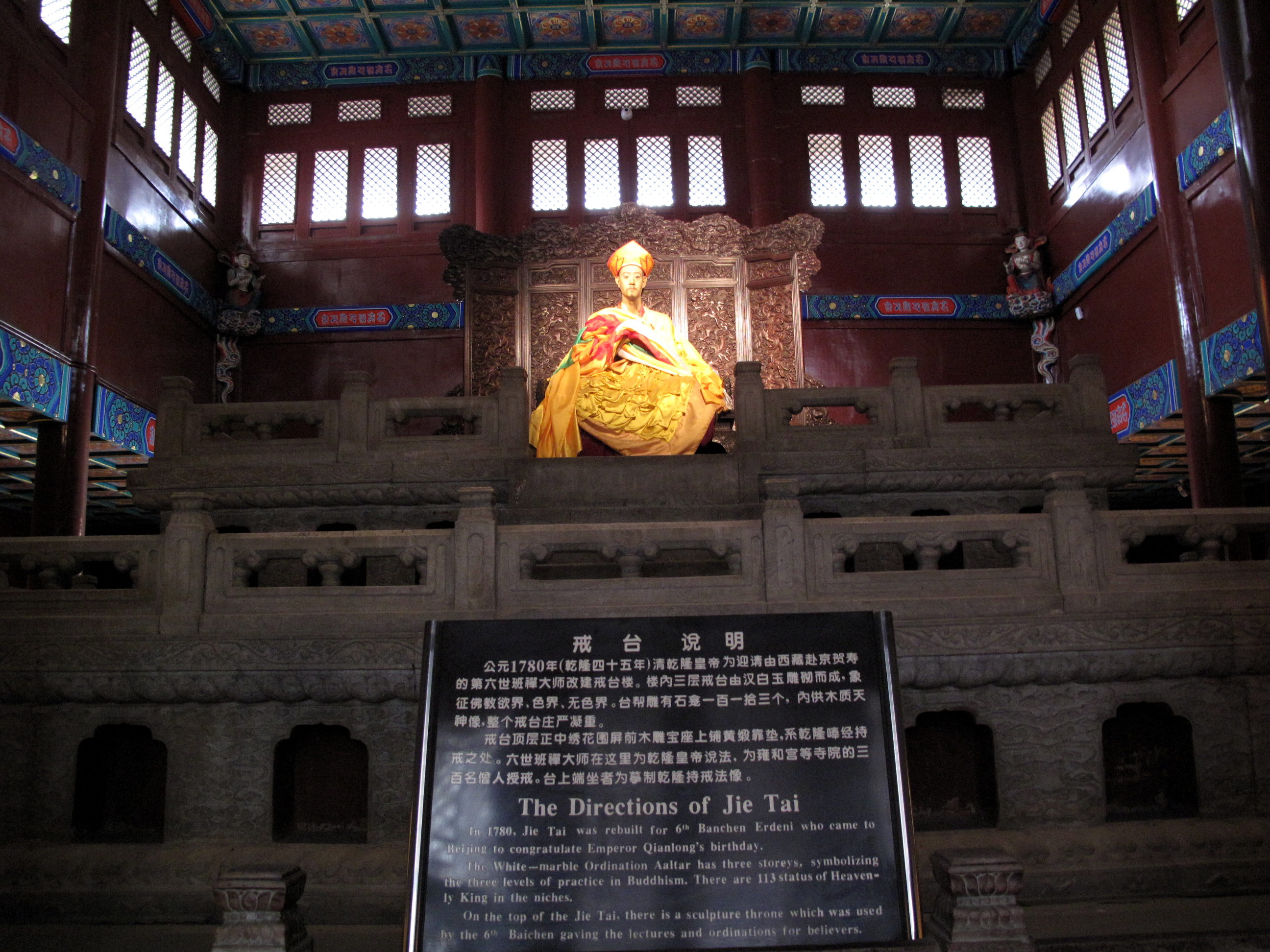